# احتجاز المهاجرين في ظل إدارة ترامب

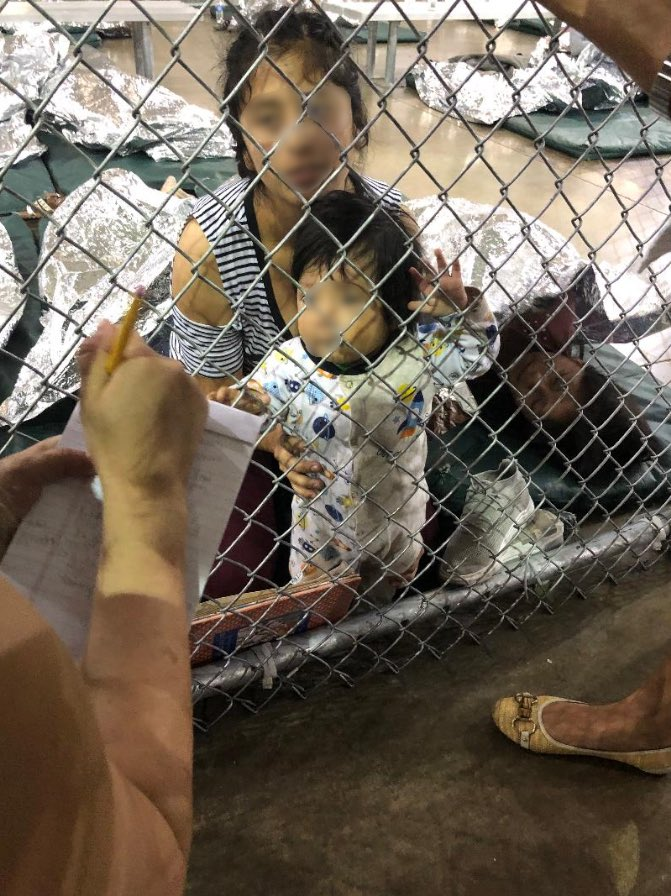

إدارة ترامب (على اعتبارها امتداد لسياسة إدارة أوباما) كانت تحتجز المهاجرين الذي يحاولون دخول الولايات المتحدة عبر الحدود المكسيكية الأمريكية. في مايو ويوليو من عام 2019، أظهرت تقارير حكومية صادرة عن مكتب الأمين العام لوزارة الأمن الداخلي أن المهاجرين قد احتُجزوا تحت ظروف لا ترتقي إلى المعايير الفيدرالية، مع فترات احتجاز طويلة، وتكديس للمهاجرين، ومعايير رديئة من حيث الغذاء والنظافة. واحتُجز بعض المواطنين الأمريكيين بغير وجه حق.
يجمع بين الولايات المتحدة واحتجاز المهاجرين القادمين من أمريكا الوسطى تاريخٌ يرجع إلى سبعينيات القرن العشرين في ظل رئاسة جيمي كارتر. إذ كان مطاف المهاجرون من البحر الكاريبي باستخدام القوارب ينتهي بالاحتجاز من ثمانينيات القرن التاسع عشر فصاعدًا، في ظل رئاسة رونالد ريغان. ومنذ العقد الأول من القرن العشرين، أصبحت محاكمة المهاجرين الذين عبروا الحدود بطريقة غير مشروعة أولويةً من أولويات رئاسة جورج بوش الأصغر ورئاسة أوباما. غير أن إدارة  ترامب قد اتخذت نهجًا أشد قسوةً من الإدارات السابقة فيما يتعلق باعتقال المهاجرين، وذلك بعدم السماح بأي إعفاءات من الاحتجاز بخلاف إدارتي اوباما وجورج بوش الأصغر.

## خلفية عن احتجاز المهاجرين
أظهرت إحصائيات صادرة عن هيئة الجمارك وحماية الحدود بالولايات المتحدة (سي بي بّي) أن عدد المهاجرين الذي احتُجزوا على الحدود المكسيكية الأمريكية في السنة المالية 2017 بلغ نحو 300,000، وهو أدنى رقم يُسجل منذ عام 1971. وفي السنة المالية 2018، بلغ عدد المُحتجزين 400,000. أما في السنوات المالية المحصورة بين 2000 و2008، فدائمًا ما كان عدد المحتجزين يتجاوز 600,000، وبلغ أعلى مستوياته في السنة المالية 2000، باحتجاز أكثر من 1.6 مليون مهاجر. وفي السنوات المالية المحصورة بين 2009 و2018، كان العدد دائمًا أقل من 600,000.
تتضمن الأسباب التي تدفع المهاجرين إلى دخول الولايات المتحدة الهروب من العنف والفقر وآثار التغير المناخي في بلدانهم.
تقع مسؤولية احتجاز المهاجرين لفترات طويلة على عاتق وكالة إنفاذ قوانين الهجرة والجمارك بالولايات المتحدة، وليس هيئة سي بي بّي. يمكن أن يؤدي الدخول غير الشرعي إلى الولايات المتحدة إلى احتجاز في السجن الفيدرالي لمدة تصل إلى 180 يومًا. وقد يُسجن مكرري المخالفة لمدة تصل إلى سنتين، وقد تُضاف سنواتٌ إلى تلك المدة ما إذا كان هناك إدانات جنائية سابقة ضد أولئك المهاجرين. في عهد إدارة ترامب، كانت قوانين حالة الهجرة في الولايات المتحدة تمنح السلطة التنفيذية هامشًا كبيرًا لتقرير من المهاجرين يُحتجز ومن يُطلق سراحه إلى حين انعقاد جلسات الاستماع الخاصة بهم.

### إجراءات إدارة ترامب
في يناير 2017، أعلن ترامب أن 11 مليون مهاجرًا سيكونون عرضةً للاحتجاز والترحيل، بما فيهم المهاجرين الشرعيين الذين سبق لهم أن ارتكبوا جرائم ولكن لم يُقبض عليهم بعد.
وفي يناير 2019، أدلى ترامب بثمان مزاعم، على مدار 12 يومًأ، مفادها أن تجار البشر ينقلون النساء عبر الحدود المكسيكية الأمريكية من خلال وضعهم في مركبات ووضع الأشرطة اللاصقة على أفواههم. وقال إن هذا السيناريو متكرر الحدوث، لكن الخبراء لم يعلنوا صحة حدوث مثل هذه الأمور. إضافةً إلى أنه لم تكن هناك أي تقارير إخبارية بهذا الشأن. وبعد أن أدلى ترامب بتلك المزاعم، طلبت قيادة الدوريات الحدودية من عملائها أن يقدموا على وجه السرعة «أي معلومات» لديهم عن مزاعم ترامب.
وفي نفس الشهر، يناير، من عام 2019، صرحت المتحدثة باسم البيت الأبيض سارة هاكابي ساندرز كذبًا أن هيئة سي بي بّي قد اعتقلت ما يقرب من 4,000 إرهابي معروف أو مشتبه به «دخلوا عبر حدونا الجنوبية». تم بالفعل اعتقال 3,755 إرهابي معروف أو مشتبه به في السنة المالية 2017، ولكن يندرج تحت هذا الرقم أولئك الذين دخلوا الولايات المتحدة عن طريق المطارات والموانئ (معظم المعتقلين كانوا في المطارات). ذكرت إن بي سي نيوز أن إدارة ترامب لم تلق القبض على الحدود الجنوبية، في الفترة المحصورة بين أكتوبر 2017 ومارس 2018، سوى على 41 إرهابيًا معروفًا أو مشتبهًا به، علمًا أن 35 منهم كانوا مواطنين أمريكيين أو مقيمين دائمين شرعيين. في عام 2017، أفادت وزارة الخارجية «بعدم وجود أدلة موثوقة على قيام الجماعات الإرهابية بإرسال عملائهم إلى الولايات المتحدة عبر المكسيك». قال نائب الرئيس مايك بنس، عندما سُئل عن مزاعم ساندرز الكاذبة، إنه «اعتُقل على حدودنا الجنوبية  نحو 3,000 من أصحاب المصالح الخاصة، ذوي الخلفيات المشبوهة التي لربما توحي بصلات إرهابية». وقدمت كريستين نيلسن ادعاءً مماثلًا. غير أن مصطلح الأجانب ذوي المصالح الخاصة يشير إلى أولئك القادمون من بلدان منتجة للإرهاب-ولكن هذا لا يقتضي بالضرورة أن يكون الأجانب ذوي المصالح الخاصة إرهابيين مشتبهٌ بهم.
في فبراير 2019، أعلن ترامب حالة طوارئ وطنية بخصوص حدود الولايات المتحدة الجنوبية، وعزا ذلك إلى تدفق المهاجرين الذين قد يرتكبون نشاطاتً إجراميةً في الولايات المتحدة. ردت الصحفية من واشنطن بوست ماريا ساكشيتي قائلتًا إنه في ذلك الشهر، أكثر من 60% من المهاجرين الذي احتجزتهم وكالة إنفاذ قوانين الهجرة والجمارك في الولايات المتحدة ليس لديهم تاريخٌ إجرامي.
في يونيو 2019، أقر مجلس الشيوخ الأمريكي بعدد أصوات بلغ 84-8 مشروع قانون مقدم من قبل الحزبين يوفر مبلغًا قدره 4.6 مليار دولار، خُصص 1.1 مليار دولار منه لهيئة الجمارك وحماية الحدود بالولايات المتحدة بهدف  تطوير المرافق الخاصة بالمهاجرين والعناية بهم، ونحو 2.9 مليار دولار لوزارة الصحة والخدمات البشرية في الولايات المتحدة من أجل التحسين من ظروف أولاد المهاجرين. وفي ذلك الشهر أيضًأ، أقر مجلس النواب الأمريكي بعدد أصوات بلغ 305-102 نسخةً مماثلةً لمشروع القانون الذي أقره مجلس النواب، على الرغم من اعتراض الديمقراطيين الذين يريدون توفير المزيد من الحماية لأطفال المهاجرين والمزيد من الوسائل لضمان المساءلة عن الأموال.

### فصل أعضاء الأسر
كانت إدارة ترامب تحتجز الأسر المهاجرة عن طريق فصلهم، مع وضع البالغين في الاحتجاز الجنائي لمقاضاتهم، بينما كانت تتم معاملة الأطفال على أنهم قاصرين أجانب غير مصحوبين بذويهم. في 5 مايو 2019، بدأت إدارة ترامب باتباع سياسة «عدم التسامح المطلق» مع الهجرة غير الشرعية، معلنةً أنها ستحجز كل المهاجرين غير الشرعيين وتقاضيهم، على النقيض من الممارسة السابقة الشائعة (القاء القبض على المهاجرين ثم إطلاق سراحهم) المتمثلة في إطلاق سراح المهاجرين في أمريكا ريثما يتم النظر في قضايا هجرتهم. وفي 20 يونيو 2019، أصدر الرئيس ترامب أمرًا تنفيذيًا باحتجاز الأسر المهاجرة معًا؛ وفي ذلك الوقت، كان من المفترض أن تُتحجز الأسرة لمدة أقصاها عشرين يومًا فقط. وينعكس هذا الإجراء سلباً على الصحة النفسية لأفراد الأسر المعنية.

### حالات الوفاة
منذ ديسمبر 2018 حتى يوليو 2019، توفي ما لا يقل عن 6 مهاجرين أطفال أثناء احتجازهم من قبل إدارة ترامب.